# Cichość I
Cichość I (lit. Ramybė I) – wieś na Litwie, w okręgu uciańskim, w rejonie wisagińskim.
Dawniej zaścianek Cichość.

## Historia
W dwudziestoleciu międzywojennym zaścianek leżał w Polsce, w województwie nowogródzkim (od 1926 w województwie wileńskim), w powiecie brasławskim (od 1926 w powiecie święciańskim), w gminie Dukszty.
Według Powszechnego Spisu Ludności z 1921 roku zamieszkiwało tu 12 osób, wszystkie były wyznania rzymskokatolickiego. Jednocześnie 6 mieszkańców zadeklarowało polską przynależność narodową a 6 litewską. Był tu 1 budynek mieszkalny. W 1931 zamieszkiwało tu 6 osób w 1 budynku.
Miejscowość należała do parafii rzymskokatolickiej w m. Kozaczyna. Podlegała pod Sąd Grodzki w Święcianach i Okręgowy w Wilnie; właściwy urząd pocztowy mieścił się w m. Duksztach.